# Ben Wiggins
Ben Wiggins (født 26. marts 2005 i Liverpool) er en cykelrytter fra England, der kører for Hagens Berman Jayco.